# Ganoderma leucocreas
Ganoderma leucocreas är en svampart som beskrevs av Pat. & Har. 1912. Ganoderma leucocreas ingår i släktet Ganoderma och familjen Ganodermataceae.   Inga underarter finns listade i Catalogue of Life.